# 에이스 중의 에이스
에이스 중의 에이스(L'as Des As)는 독일(구 서독)에서 제작된 제라드 우리 감독의 1982년 모험, 코미디 영화이다. 쟝 뽈 벨몽도 등이 주연으로 출연하였고 알렝 프와레 등이 제작에 참여하였다.

## 출연

### 주연
- 쟝 뽈 벨몽도
- 마리 프랑스 피지에

### 조연
- 라시드 페라체
- 프랭크 호프만
- 군터 메이스너
- 벤노 스테르젠바흐
- 이브 피그놋
- 모리스 오젤
- 아그니아 보고슬라바
- 피터 봉케
- 알랑 데이빗
- 장-마리 드제발리
- 게하드 돌레샬
- 스테판 페라라
- 마이클 가르
- 마크 라몰레
- 크리스토프 린데르트
- 쟝 호제 밀로
- 재클린 노엘
- 플로랑 파니
- 피에르 세믈러
- 소냐 터크만
- 마틴 움바크
- 한스 비프라크티게

## 제작진
- 미술: 롤프 제헷보어
- 의상: 자크 폰테레이
- 세트: 마크 프레더릭스
- 배역: 사빈느 슈로스